# Edi Andradina
Edi Andradina (født 13. september 1974) er en tidligere brasiliansk fodboldspiller.